# TALCO Arena
Het TALCO Arena (Tadzjieks: ТАЛКО Арена) is een multifunctioneel stadion in Toersoenzoda, een stad in Tadzjikistan. Het stadion heette tussen 1960 en 2017 het Metallurgstadion. 
Het stadion wordt vooral gebruikt voor voetbalwedstrijden, de voetbalclub Regar-TadAZ Toersoenzoda maakt gebruik van dit stadion. In 2009 was er in dit stadion de finale van de AFC President's Cup 2009. In het stadion is plaats voor 13.770 toeschouwers. Het stadion werd geopend in 1960.